# Ospitale di Cadore
Ospitale di Cadore est une commune italienne de la province de Belluno, dans la région Vénétie. 
Elle se situe sur la rive droite du Piave dans la vallée du Cadore au cœur des Dolomites. À noter sur la rive gauche du Piave, la présence d'un hameau dépendant de cette commune, Davestra.

## Administration
| Période                                  | Période | Identité | Étiquette | Qualité |
| ---------------------------------------- | ------- | -------- | --------- | ------- |
|                                          |         |          |           |         |
| Les données manquantes sont à compléter. |         |          |           |         |

### Communes limitrophes
Castellavazzo, Cibiana di Cadore, Erto e Casso, Forno di Zoldo, Perarolo di Cadore, Valle di Cadore